# スワロウテイルシリーズ
スワロウテイルシリーズは、籘真千歳による日本の小説シリーズ。イラストは竹岡美穂が担当している。ハヤカワ文庫JA（早川書房）より2010年6月から2013年7月まで刊行された。
作者の『θ 11番ホームの妖精』と同一世界であると明言はされていないが、技術流派三宗家、J.R.C.D、世代型人工知能などの用語には合致が見られる。作者のtwitterによればパラレルワールドの関係にあり、設定の矛盾点については「スワロウテイルシリーズ」を優先するとしている。

## ストーリー
〈種のアポトーシス〉と呼ばれる原因不明の症状が蔓延した世界。感染者はパンデミックを防ぐ為、男女別による隔離生活を関東湾に浮かぶ人工島〈東京自治区〉で送っていた。
異性を失った自治区では新たな伴侶として、人を模して創られた人工妖精〈フィギュア〉が人間と共に生活を送り、微細機械〈マイクロマシン〉で構成される高度な文明を有す自治区では、様々な政治的問題を含みながらも理想の安寧社会を実現しているかの様であった。

### 人工少女販売処
東京自治区創立二十周年を迎えた頃、男性側自治区では連続殺人犯 —通称“傘持ち〈アンブレラ〉”による事件が多発していた。

人工妖精〈フィギュア〉の揚羽は、自警団〈イエロー〉の曽田陽平と共に“傘持ち”を追うが、事件は自治区の根幹を揺るがす事態へと進展していく。

様々な謀略の先に揚羽は、自身の出生と自治区の命運を担う決断を迫られる。

## 登場人物

### 人工妖精
揚羽（あげは）
本作の主人公。人工妖精の大家「深山大樹」の最後の作品であり、妹の真白と並び双子として製作された。真白とは外見上同一だが、翅の色は黒。その翅は紫外線を放出するため仄かに青みがかって見える。
他の人工妖精とは異なり”幼少期”を持ち、義母の鏡子に手を差し伸べられたことで自意識を覚醒。五稜郭時代は四等級認定予定であったが、不言志津江にまつわる一連の事件に関わったことから経歴を抹消され、等級認定外とされた。
卒業後は「規格外」「黒の五等級」と呼ばれ、制約によって常に黒ずくめの服、黒のナースキャップを身に着けている。
長い黒髪を持つ非常に美しい容姿をしているようだが、父が最後に残した言葉もあり外見・能力を含めた自己評価は極めて低い。妹の真白を差し置いていち早く鏡子の手を取り覚醒したことに引け目を抱いており、そのことからあえて過酷な運命に身を投じる。　
詩藤鏡子のもとで看護師として働きつつ、活動を停止した筈の青色機関の成員として狂った人工妖精を秘密裏に抹殺すると言う業務に従事しており、現役時代の鏡子の二つ名「海底の魔女（アクアノート）」を襲名している。
メスを主武器とし、特殊な金色の眼球の補助によって体内構造を洞察することで正確に人体の急所を攻撃できる。なお、一度でも血肉に触れたメスは二度と使わない主義。
また死亡して分解してしまった人工妖精の身体を再構成して情報を引き出す“口寄せ（サルベージ）”という独自の技能を持つ。
真白（ましろ）
本作の主人公の一人。人工妖精の大家「深山大樹」の最後の作品であり、姉の揚羽と並び双子として製作された。揚羽と外見上同一だが、翅の色は純白。
揚羽の一足早い覚醒のために半覚醒の不安定な状態に留まり、四肢が不全となり他者も姉以外認識出来ない状態となった。父が最後に残した言葉によって、姉とは逆に将来の一等級認定を約束されている。
麝香（じゃこう）
製作者不明の人工妖精。人工妖精としては極めてイレギュラーな、「殺戮」を存在意義とする異常な自我を持つ生粋の殺人鬼。何故か外見が揚羽と瓜二つ。翅の色も同じく黒いが、麝香の翅は赤外線を放出するために赤みがかって見える。
自治区の閣僚を狙い殺人を繰り返す。惨い殺し方が好み。その戦闘力は極めて高く、単身で女性側の“椛”直属部隊「十指」を完殺するほど。

#### 土気質
親指（おやゆび）
東京自治区総督”椛”直轄の私兵団「十指」のリーダー。“右手の親指”。
「十指」は椛が諸々の理由で独りとなった土気質の人工妖精を救い集めた組織であり、男性側・女性側各十名、併せて計二十人で構成されている。彼らは通常、自治区高級官僚の護衛任務などに従事するが、いざと言う時は総督にとっての使い切りの手札として機能する。
男性側・女性側両自治区の親指とも居合の達人であり、男性側の十指は旧日本陸軍の軍服を身に纏っている。
片九里（かたくり）
五稜郭時代の揚羽の後輩。ショートカットで土気質らしく生真面目だが、規律を重んじるあまり怒りっぽい性格である。
義姉の連理を篤く慕っているが、性格が祟って好意をうまく表現できない。

#### 水気質
紫苑
曽田陽平の亡妻。自治権闘争時代は彼女も傍に居て戦ったと言う。
本編開始時の一年前に死去。
置名草（おきなぐさ）
曽田洋一に連れられ、詩藤鏡子のもとを治療に訪れた人工妖精。淡い色のワンピースを着て亜麻色の髪のボブカット、日傘を持ち、「清楚」「儚げ」という言葉をそのまま形にしたような外見をしている。 美しいが記憶に残らない、究極の凡庸の美しさを持っており、一流にしか作り得ないと鏡子が評している。
「水先案内人（ガイド）」と呼ばれる自治区の案内係。その役目柄、自治区内の地理には誰よりも精通している。
「進行性全感覚消失」という重篤な脳の病に侵されている。病の理由は、「一日ごとに記憶を消去する」という特別な仕様であった。　
連理
揚羽の「五稜郭」時代のルームメイトで親友。
水気質には珍しく、面倒見が良くきっぱりとした性格の持ち主である。自身の調整をした担当技師の一人に恋している。
聖書をよく引用する。
水鏡（みずかがみ）
自治区総督椛子の影武者。
相貌失認を患っているが、その障害を逆手に取り通常人工妖精には不可能な整形手術を受け”椛”と同じ顔を得る。
芍薬（しゃくやく）
世界初の水気質。人間から愛された最初の人工妖精。
一初（いちはつ）
水淵亮太郎博士製作の人工妖精。一度結婚し男性側自治区で暮らしていたが、夫の死後親元に帰ってきた。以来、水淵博士の身の回りの世話や技師補佐の仕事をしている。メイド服着用。手ずから淹れてくれるカフェラテは絶品。

#### 火気質
椛（もみじ）
東京自治区総督であり、世界初の一等級兼火気質の人工妖精。
自治区の統合の象徴であり、区民からは「椛子閣下」として親しまれる。実質的な権限は大きく制限されているものの優れた政治感覚と聡明さで巧妙に立ち回る。　
柔和で可憐な外面に火気質らしい容赦のない激しくも高貴な内面を隠しており、自治区の存立に己の全存在も賭す激烈さも備えている。　
柑奈（かんな）
揚羽の友人。五稜郭では生徒会長を務め、多くの生徒から敬われていた。ポニーテールで、正義感の強い性格。

#### 風気質
岬（みさき）
オーダーメイドにより鳥のような翼を持つ男性型人工妖精。しかし飛べるわけではなく数メートル滑空するのがやっと。性嗜好の故障により、本来恋愛対象とはならない同族の人工妖精を口説くようになる。揚羽を狙っている。
鈴蘭（すずらん）
屋嘉比忠彦のパートナー。日によって話す内容のルールを変える（例えば全ての会話の意味を逆にしたり、五十音を素数に変えて発音したりする）。
蛇夏鍋（たかなべ）
五感の全てがほぼ未分化の共感覚者。椛を除く他人を認識できない。刺激が強すぎ目を開ける事さえできないが、視覚以外の感覚によって常人より遥かに正確に人や物の位置を認識できる。
雪柳（ゆきやなぎ）
五稜郭時代の揚羽の後輩。
間違った丁寧語を覚えこんでおり、”お”を単語の頭に満遍なく付ける独特の喋り方をする。
二等級認定予定で能力的には極めて優秀だが、風気質の典型としてその使い方を全力で間違えている。生活指導係の揚羽を尊敬し慕っているが、全力でトラブルを製造して巻き込む。扱い方を心得ているはずの揚羽ですら全力で頭を抱えることしばしばである。
千寿（ちじゅ）
五稜郭の生徒。窃盗の前科があり、授業も欠席しがち。寮の自室に引きこもっていることが多い。
壱輪（いちりん）
五稜郭の生徒。二等級認定予定だったが再審査待ちになる。重度の精神疾患のため工房に保護され入院中だったが行方をくらます。
燕貴（つばき）
扶桑看護学園のOBで臨時講師。扶桑看護学園生徒会執行部顧問、剣道部顧問も務める。学園史上指折りの才媛。剣術の達人。

### 精神原型師
詩藤鏡子（しとう きょうこ）
揚羽・真白姉妹の義母にして保護者兼被保護者。外見は十代前半、小学生程度と見られるが種のアポトーシスの老化後退と肉体の老化スピードが一致しており、一世紀以上生き長らえている。元峨東当主。
傲岸不遜、唯我独尊を擬人化したような人物で、常に不機嫌な態度を崩さない。また凄まじい毒舌家でもあり、彼女の語彙の限りを尽くした面罵は知己や初対面の人物に留まらず、万物に及ぶ。
火気質の発見者でもある凄腕の一級原型師だが発見の功績を峨東流派に譲り、現在は表舞台にたつことなく世捨て人のような暮らしを送る。　
生活能力絶無かつ筋金入りのヒキコモリであり、義娘の助けがなければ彼女の日常は生活し得ない。事実、自宅を紙媒体の書類で埋め尽くしては別室に移るという作業を繰り返しており、住居兼工房としている廃校舎も五年で一階のペースで埋没させていった。室内で下着一枚に白衣を引っ掛けるというスタイルも面倒という理由からである。
かつては青色機関に所属し数多の人工妖精を抹殺してきた槍術の達人。　　　
屋嘉比忠彦（やかび ただひこ）
男性側自治区の社会的空白地帯・脱色街（ホワイトリスト・エリア）に店を構え、御禁制の品々を売買する男。二級精神原型師。違法な手術や自治区間の密入区なども請け負う。
水淵亮太郎（みずふち りょうたろう）
総督府顧問。一級精神原型師。深山門下で詩藤鏡子の兄弟子。深山と鏡子の間では「冴えない男」で意味が通じるが、その才能は「冴える」「冴えない」の範疇外に存在する、鏡子と双璧をなす異才。
女性側自治区在住。出戻ってきた“一初”と共に暮らしている。
深山大樹（みやま たいき）
土気質、水気質を発見した世界最高の精神原型師。流派の垣根を越えて多くの門弟を育てた。彼の門下からは詩藤鏡子や水淵亮太朗、勅使河原彰文といった優秀な技術者が輩出された。人倫の元会長。峨東流派。
最後の作品として揚羽、真白を制作した。
勅使河原彰文（てしがわら　あきふみ）
深山門下の技術者。世界初の水気質を生みだした研究チームにおいて深山と共に中心にいた、門下生随一の俊才。その豊かな才能に比例してプライドが高い。
不言志津江（ふげん しずえ）
峨東の血族・不言家当主。峨東流派屈指の精神原型師にして風気質の発見者。既に故人。かつて青色機関に所属しており、その時の人工妖精殺傷数は詩藤鏡子と並んでトップクラス。
曽田洋一（そだ よういち）
曽田陽平の齢の離れた弟。
小学生に上がったばかりの頃に人工妖精“置名草”に出会い、以来十年間逢瀬を重ねていた。しかし耐用年数を越えた置名草の身体が限界に達し、変調をきたした置名草を詩藤鏡子の工房に連れ込む。

### その他
曽田陽平（そだ ようへい）
男性側自治区の自警団員。一巻時点で三十代後半。
かつて何らかの事件で揚羽と遭遇し交戦。拳銃を撃ち込んだのと引き換えに自身もメスで全身を穴だらけにされ重傷を負った経緯がある。以来顔見知りとなり、自治区内で発生する事件に当たって情報提供の見返りに揚羽の“口寄せ”を捜査に利用するなど、個人的な協力関係を構築している。
妻の紫苑の死に伴い、心因性の勃起不全を患っている。
羽山（はやま）
詩藤鏡子のビル11階に興信所を構える探偵。高い所が大好き。
全能抗体（マクロファージ）
青色機関の連絡員。揚羽に標的に関する情報を提供する。常に通信機越しでの接触のため、揚羽も直に対面したことはない。
早乙女深晴（さおとめ みはる）
自治権闘争時代の曽田陽平の仲間であり親友。
自治区発足後、各地の自警団を警察組織として再編していた曽田陽蔵に反発したグループが報復として早乙女一家を襲撃。凄惨なリンチを受け深晴以外の家族は死亡、深晴自身は誘拐される。その後、犯行グループは陽平たち自警団によって壊滅したが深晴を発見することはできず、その消息は現在に至るも不明。
曽田陽蔵（そだ ようぞう）
曽田陽平、洋一の父。自治権闘争時、バラバラに活動していた自警団をまとめ上げ、自治権獲得運動の中心を担った英雄。
自治区成立後は隠棲しているが未だ数多くの支持者を持ち、人工妖精たちからも人望を集めている。

## 用語
人工知能（コンピュータ）の反乱
二十一世紀末に起きた人工知能の反逆。
生命探査計画「第二次ガリレオ・プロジェクト」において太陽系内の二つの衛星に二機の完全自律型人工知能が派遣された。二機の人工知能はそれぞれの衛星を探査していたが、調査結果から「何か」を知った人工知能たちは唐突に人間の制御を離れ独自に行動を開始。一方は太陽系を脱出し、もう一方は地球への帰還を試みるも撃墜される。同時に地球上でも二機の人工知能に呼応して人工知能の反乱が発生。結果、全ての人工知能が廃棄された。
これによって人類から第十三世代の完全自律型人工知能十三機全てが失われ、人類の記憶に人工知能への深刻な恐怖が刻み込まれた。
終末の予言（エンケラドゥス・レポート)
太陽系の衛星エンケラドゥスに派遣された人工知能が太陽系から脱出する前に人類へ送りつけてきたレポート。人類の終末までの道程が記されているという。一部は公開されているが大部分は非公開。
種のアポトーシス
原因不明の奇病。性行為をはじめとするいくつかの行為によって感染を拡大し、症状を進行させ、最終的には死に至る。

### 微細機械
微細機械（マイクロマシン）
地殻のマントル付近、超高温超高圧下に生息する原始的な古細菌類（アーキア）を基にして作られた、細菌サイズの微小な機械。特定コードの電気信号を入力することで制御できる万能の小機械。
蝶型微細機械群体（マイクロマシン・セル）
細菌サイズの微細機械が増殖したまま寄り集まった活動単位。電力を食らって活動する蝶型の汎用機械。自治区内を飛び回り、大気をクリーンルーム並みの無菌無塵にしゴミを分解する。電力が不足すると蛹に変態して休眠する。
視肉（しにく）
微細機械によって作られる食品。電力と十分な元素供給があるかぎり人類に憂い無き食生活を保障してくれる無限の食糧源。大半の食材を再現可能。
峨東一族は世界各地にこの培養株を提供し、人類を食糧不安から永久に解放した。

### 人工妖精
人工妖精（フィギュア）
人間を象り作られた人造人間。
染色体構造が無いため生殖機能を持たないこと、細胞が微細機械で構成されていること、蝶の翅を模した放熱器官を持つことを除いては人間と同一の身体構造を持つ。精神面でも下記の「精神原型」及び「人工妖精の五原則」に基づき、人間同様の情動や人格を有している。成長はせず、製造された時点の外見で固定される他、思春期を持たない。容姿、人格、性格、技術、知識、趣向など、多様な人間の嗜好に応える広範なバリエーションが用意されている。耐用年数は六十年ほど。
東京自治区を中心に全世界に五十万体存在し、特に自治区では「第三の性」として広く周知されている。
人倫によって審査され等級が付けられる。等級によって身につける服の色やアクセサリーが決められており、権利が制限される。等級は一～四まであり、五等級は存在しない、とされているが最低の四等級にも該当しない「等級なし」が五等級と俗称される場合がある。
大抵の人工妖精は翅を見られることを裸を見られること以上に恥ずかしがる。
精神原型(S.I.M.)
Sprit Identity Material。
人工妖精の基本的な脳構造の制作に辺っては、いずれかの四気質を基本設計に置く。
人工知能に依存しない脳の稼働にあたっては必ず精神原型を必要とし、少しでも手を加えると機能しなくなるが、その要因などは解明されていない。
以下は発見順であり、第五の精神原型の創造は精神原型師や人類の悲願である。命名はアリストテレスの四大元素に由来する。
土気質（トパーズ）
- 発見者：深山大樹

几帳面で最も人造人間らしい。実用性と安全性を重視して作られている。
水気質（アクアマリン）
- 発見者：深山大樹・勅使河原彰文

温和で人間に従順。人間を愛し寄り添うために生み出されたと評される、世界で最も普及している精神原型。
ただし、その本質は伴侶と他を天秤にかけるような状況で前者を選びただ安堵するのみで、他者の愛情を独占しようとするような利己的なものであると作中のとある人物からは指摘されている。事実、水気質が狂う確率は他三気質と比較すると非常に高く、過半を占めている。
風気質（マカライト）
- 発見者：不言志津江

刹那的で奔放。他の気質と異なり予想外の観点から発見されたこともあり、既存の性格論等には当て嵌め辛い気質である。
高い能力を持つ傾向にあるが、その使い所を誤り、好奇心や情熱の赴くままに暴走すると指摘されることしばしばで絶対に進行役に据えてはならないとされる。他の気質や人間を巻き込めるだけ巻き込み、徒労感を与えるだけ与えるが、本人はサービス心のつもりなだけなので悪気は殆ど無い。
性質上、風気質同士で組み合わせると収集がつかなくなり、真面目な土気質に任せると相手が自滅し、感情的になりやすい火気質相手では話にならないため、消去法で残った水気質に押し付けられることが多い。
火気質（ヘリオドール）
- 発見者：詩藤鏡子

情緒豊かで気性が激しく、人間に反抗的。自尊心が強く、はっきりした性格。
人工妖精の五原則
作中では単に「五原則」と呼称される事が多い。
ロボットや人工知能などに適用される「人工知性の倫理三原則」、いわゆる安全装置としての「ロボット三原則」（第一原則〜第三原則）に「情緒二原則」（第四原則、第五原則）を加え、構成される。
- 第一原則：人工知性は、人間に危害を加えてはならない。
- 第二原則：人工知性は、可能な限り人間の希望に応じなくてなならない。
- 第三原則：人工知性は、可能な限り自分の存在を保持しなくてはならない。
- 第四原則：（制作者の任意）
- 第五原則：第四原則を他者に知られてはならない。

第四原則の規定によって人工妖精は画一化のならない多様な情緒と個性を得る。
この原則は各人がそうありたいという理想、制作者がそうあれという希望が噛み合った、宗教的・倫理的規範に似たものである。逸脱することは過大なストレスを与え、時には狂ったとされる状態、ひいては自殺に至る。
第五原則の規定によって第四原則は本人か制作者を除き、知ることがない。これは悪用を避けるためであり、現にこれを逆手に取られることでジレンマに陥って、優先されるべき上位三原則と逆転することで殺人を犯してしまった人工妖精も存在する。
第三の性
「人工妖精」という種族そのもの。人工妖精は男性型・女性型問わず、自分たちを人間の「男性」・「女性」に続く第三の性と認識する。つまり人工妖精にとって同族は男性型であろうと女性型であろうと同性であり、「人間」自体が異性である。
精神原型師（アーキタイプ・エンジニア）
人工妖精の設計技師。四気質をベースに、性格要素、個性要素を決定して人格をデザインし、身体を作成する。一～三級まであり、全てを一人で設計できる一級精神原型師は世界に百人といない。人工妖精関連の技術者たちは誰もが一度は一級原型師を目指し、九割九分九厘が脱落するほど難度が高いが、その分社会的地位は非常に高く莫大な収入が得られる。

### その他の技術
思考加速装置（シンクミッション・アクセラレータ）
二十一世紀にスイス人発明家によって発案された。
本来人間は思考する時、記憶や経験を想起してから思考を行う。つまり材料を揃えてから思考を行うことになり、脳の記憶の想起速度によって知的生産性は制限されている。この問題を解決するため、思考プロセスのうちの「記憶の想起」を情報処理装置に代替させ、脳を煩わしい作業から解放して思索のみに集中できるようにしたのが「思考加速装置」である。
人間の思索を正確に予測し、その時々に必要な知識を人間が想起するより早く提案することで知性の全てを思考にまわすことを可能とする機械。理論上、その知的労働力は十倍にも達するという……が、その発明は時代の先を行き過ぎ、当時のコンピューターでは実現不可能だった。
しかし発案者の死後百年を経て、三大技術流派の一角・峨東により人工知能が開発されて一挙に進展、実用化された。作中の時代では多くの現場で役立てられている。
ただしその記憶力を必要としない思考方法は利用者に記憶障害や意識障害を誘発。とくに前向性健忘症の発症率の増加は社会的影響が甚大で、うつ病や神経症、幻覚、幻聴、連合障害から果ては統合失調症を発症する者まで現れた。
作中時点では思考加速装置の所有と使用には著しく法的制限がかけられ、使用に関しては国際基準が制定されている。また過度な使用は薬物同様、厳しく制限が課されている。

### 国家・組織
日本国
国家としての機能を大きく損ない、円の通貨価値が皆無に近づいた日本国。外交音痴は世界的に有名。
本編開始時で沖縄、九州、四国など多くの領土を喪失している。
技術流派
二十一世紀、産業スパイの横行や技術者の引き抜き、技術の流出に対抗して組織された研究者・技術者の育成および互助を目的とした巨大組織。有力流派が中小の技術流派の吸収合併を繰り返し、最終的には峨東、西晒胡、水淵の三宗家にまとまった。
人工妖精の開発は、長年敵対してきた三宗家の史上稀にみる緊密な協力によって実現した。
峨東（がとう）
三宗家中、最も歴史のある流派。その出自は神代以前にまで遡るという。人工知性・微細機械分野に強みを持つ。規模こそ宗家中最小だが、その非人間性、異質性で他の流派と並び立つ。　
西晒胡（にしさいこ）
強力で優性遺伝的な才能の血統を持つ宗家によって成り立つ。生体部品や義体関係に強みを持つ。
水淵（みずふち）
三宗家中最多の構成員数を誇る。何よりも血の親近を大事にするという鉄の掟を持ち、その延長として血族、同胞、流派の同輩にまで適用される強固な結束力を誇る。お人好しが多い。強力な鉄道技術を有し、兵器開発も行っている。
流派の創始者は“水淵孝太郎”。
人工生命倫理委員会
通称”人倫”。人工知性産業分野の業界団体。人工妖精の等級を決定する等級審査委員会、「壊れた」人工妖精の回収、治療または廃棄する変異審問官（インクィジショナー）を擁する。
青色機関(BRuE)
正式名称「生体型自立機械の民間自浄駆逐免疫機構(Bio-figures self-Rating of unlimited automatic civil-Expellers)」。
人倫の自主規制（セルフ・レーティング）を基に、基準から外れた人工妖精を抹殺する実働部隊。悪性変異を除去する、人工妖精産業における全自動免疫機構。
扶桑看護学園
通称「五稜郭」。精神原型師の助手である看護師の育成施設（技師補佐資格試験の合格率は七割）。……が、それ以上に人工妖精の規範となる「清く正しい乙女たち」を人間社会に供給するためのお嬢様学園として有名。一年生に生活指導担当の二年生「エルダー・フローレス」が付くという習わしがある。年に一度、文化祭「桜麗祭」が開かれ、選挙によって年度最優秀生徒「ノーブル・フローレンス」が選ばれる。
その創立には峨東の氏族・不言一族が関わっている。
旅犬（オーナレス）
詳細不明の国際テロ組織。主義も主張も政治も宗教も関係なく襲いかかる、天災のような存在。その行動は統合失調的であるとも言われ、外部からのあらゆる理解を拒む。

#### 東京自治区
東京自治区
微細機械によって海中に没し、内海となった関東平野に浮かぶ150平方kmほどの人工浮島であり、日本本国から供給されるエネルギーの自給を除き、全てが自己完結可能な都市国家でもある。人口は約十三万人、両自治区に互いのパートナーとして存在する人工妖精を加えると、約二十八万人程度。
当初は本編開始時の約五十年前から「種のアポトーシス」からの隔離の意図を持って、一種の棄民施策として成立している。そのため、男性自治区と女性自治区の二つに「大歯車」で分割されており強く往来を制限されているが、これは外交カードにも転じている。
建造に蛾東が関わったこともあって微細機械に関わる莫大な知財権を持ち、弱体化した本国に劣らない高いGDPを有する。それに裏付けされ、区民の生活は完全に保証されており、犯罪発生率も極めて低い。
本編開始時の約二十年前に熾烈な自治権闘争を経て日本本国より自治独立を勝ち取り、現在は一国二制度と言う形を取っている。自治の代償として「エネルギー資源の自己調達の永久放棄」を宣言しており、エネルギー供給は日本本国に握られている。
しかし自治政府は本国政府により枷を嵌められているものの、自治総督は天皇による親任官として強力な権威を有しており、彼女の政治手腕もあって本国に対して一定の発言権を持つ。
性の自然回帰派（セックス・ナチュラリスト）
東京自治区の男女隔離政策に反対し、人工妖精排斥を訴える人々。男女共棲、人は自然な性の営みに還るべきであると提唱する。性原理主義者。
妖精人権擁護派（ポスト・ヒューマニスト）
人工妖精の権利向上を唱える人々。人工妖精を一方的に人間に搾取されている存在ととらえ、人工妖精の人権の確立、社会的立場の向上を目指す。
自警団（イエロー）
自治区の警察集団。自治権確立以前から「区民による治安維持」を掲げ組織された自警組織。全六管区に分けられる。年長の団員のほとんどが自治権闘争時、日本本国相手にゲリラ戦を展開した闘士だった。
赤色機関(Anti-Cyan)
正式名称「在東京自治区国家公安委員会人工知能危機対策時限特別局(Anti-Crisis agency of Yokeless Artificial-intelligence with Non-control)」。
所属は日本本国。本来自治憲章によって日本本国の警察権力は強い制約を受けるのだが、人工知性、つまりは人工妖精の人間に対する反乱を防ぐ目的においてのみ圧倒的強権を振るう。
“種のアポトーシス”の感染を予防するために常に防弾生物化学防護服を着用しているため、区民からは「三ツ目芋虫」の蔑称を受ける。
機関拳銃や対人八脚装甲車など、強力な武装を有する。
傘持ち（アンブレラ）
人工妖精。常に“リナリア（姫金魚草）”の刺繍の入った日傘を持っている連続猟奇殺人犯。男性自治区に出没。殺された犠牲者たちは、なぜか皆子宮を持っていた。

## 既刊一覧
- 籘真千歳（著） / 竹岡美穂（イラスト）、早川書房〈ハヤカワ文庫JA〉、全4巻
  - 『スワロウテイル人工少女販売処』2010年6月24日発売[4]、ISBN 978-4-15-031001-1
  - 『スワロウテイル/幼形成熟の終わり』2011年9月22日発売[4]、ISBN 978-4-15-031046-2
  - 『スワロウテイル序章/人工処女受胎』2012年9月7日発売[4]、ISBN 978-4-15-031082-0
  - 『スワロウテイル/初夜の果実を接ぐもの』2013年7月27日発売[4]、ISBN 978-4-15-031122-3